# Петсамо (губерния)
Петсамо (фин. Petsamon lääni, швед. Petsamo län) — губерния Финляндии с 1921 по 1922 год. Административным центром губернии был город Петсамо (ныне Печенга).

## История формирования
Губерния была образована 14 февраля 1921 года, после того, как Советская Россия по Тартускому мирному договору уступила 14 октября 1920 года область Петсамо Финляндии. Однако уже 1 января 1922 года губерния Петсамо была присоединена к губернии Оулу, в которую губерния Петсамо вошла единым муниципалитетом. А в 1938 году территория муниципалитета стала частью губернии Лаппи, выделенной из Оулу. В 1944 году муниципалитет был передан Советскому Союзу, что в 1947 году было закреплено Парижским мирным договором. На большей части территории бывшей губернии был образован Печенгский район Мурманской области РСФСР; меньшая часть вошла в Кольский район.
Площадь муниципалитета на 1941 год составляла 10 480 квадратных километров. В 1941 году в Петсамо проживали 4 750 жителей.
Возглавлял Петсамо Илмари Вейкко Хелениус.